# Richard Degener
Richard Degener (Estados Unidos, 14 de marzo de 1912-24 de agosto de 1995) fue un clavadista o saltador de trampolín estadounidense especializado en trampolín de 3 metros, donde consiguió ser campeón olímpico en 1936.

## Carrera deportiva
En los Juegos Olímpicos de 1936 celebrados en Berlín (Alemania) ganó la medalla de  en los saltos desde el trampolín de 3 metros, con una puntuación de 163 puntos, por delante de sus compatriotas Marshall Wayne y Alan Greene.